# Automobiles Grégoire
Die SA des Automobiles Grégoire war ein französischer Hersteller von Automobilen.

## Unternehmensgeschichte
Jean-Pierre Grégoire, der zuvor Mitinhaber von Soncin war, gründete 1903 das Unternehmen Grégoire et Cie in Poissy und begann 1904 mit der Produktion von Automobilen. 1907 erfolgte die Umbenennung in SA des Automobiles Grégoire. 1919 kam das Unternehmen unter die Kontrolle der Gesellschaft Forges et Ateliers de la Fournaise. 1921 entstanden einige Modelle für Bignan. 1924 endete die Produktion.

## Fahrzeuge
Zunächst gab es das Einzylindermodell 8 CV, das Zweizylindermodell 12 CV und ab 1904 das Vierzylindermodell 20 CV. Von den Zweizylinder Fahrzeugen wurden bis 1908 über 200 Stück gebaut. Der Zweizylinder 13/18 CV hatte 1105 cm³ Hubraum mit 80 mm Bohrung und 110 mm Hub. Die maximale Leistung lag bei 20 PS bei 1800/min. Der Grundpreis lag bei 5600 Franc. 1908 gab es das Vierzylindermodell 10 CV mit 2000 cm³ Hubraum, 1911 kam der 16/24 CV dazu. Der 6/8 CV Zweizylindermotor von 1906 hatte 1105 cm³ Hubraum mit 80 mm Bohrung und 110 mm Hub. Ein Vierzylinder-Motor von 1909 hatte 2211 cm³ Hubraum mit 80 mm Bohrung und 110 mm Hub. Der 12 CV von 1913 hatte 1725 cm³ Hubraum mit 65 mm Bohrung und 130 mm Hub. Die vier Rennwagen von 1912 hatten einen Vierzylindermotor mit 2981 cm³ Hubraum mit 78 mm Bohrung und 156 mm Hub. Der 15 HP von 1920 hatte 2001 cm³ Hubraum mit 70 mm Bohrung und 130 mm Hub. Die maximale Leistung betrug 35 HP bei 2300/min. Der Motor war mit 4,95:1 verdichtet. Der Radstand betrug 2850 mm und die Spurweite 1290 mm. Die Bereifung hatte einen Durchmesser von 820 mm bei einer Breite von 120 mm. Der Preis für das Chassis betrug 16.500 Franc.
Fahrzeuge dieser Marke sind in mehreren Automuseen zu besichtigen, überwiegend in Frankreich.

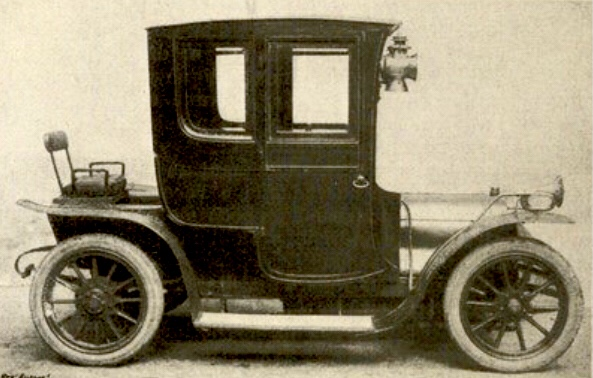
Grégoire von 1906
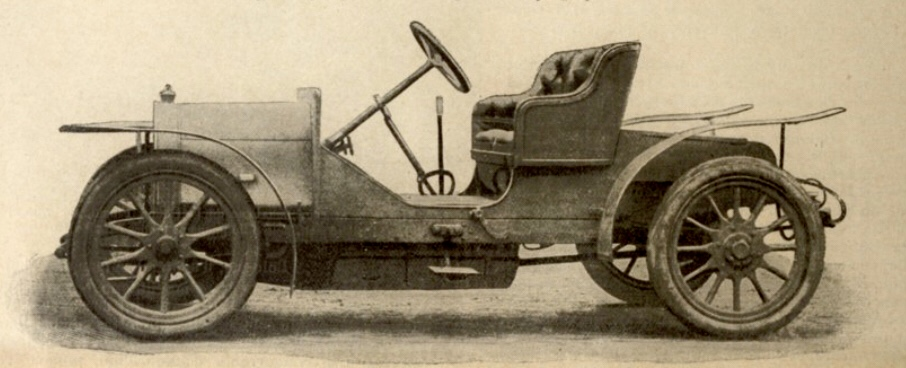
Grégoire von 1908
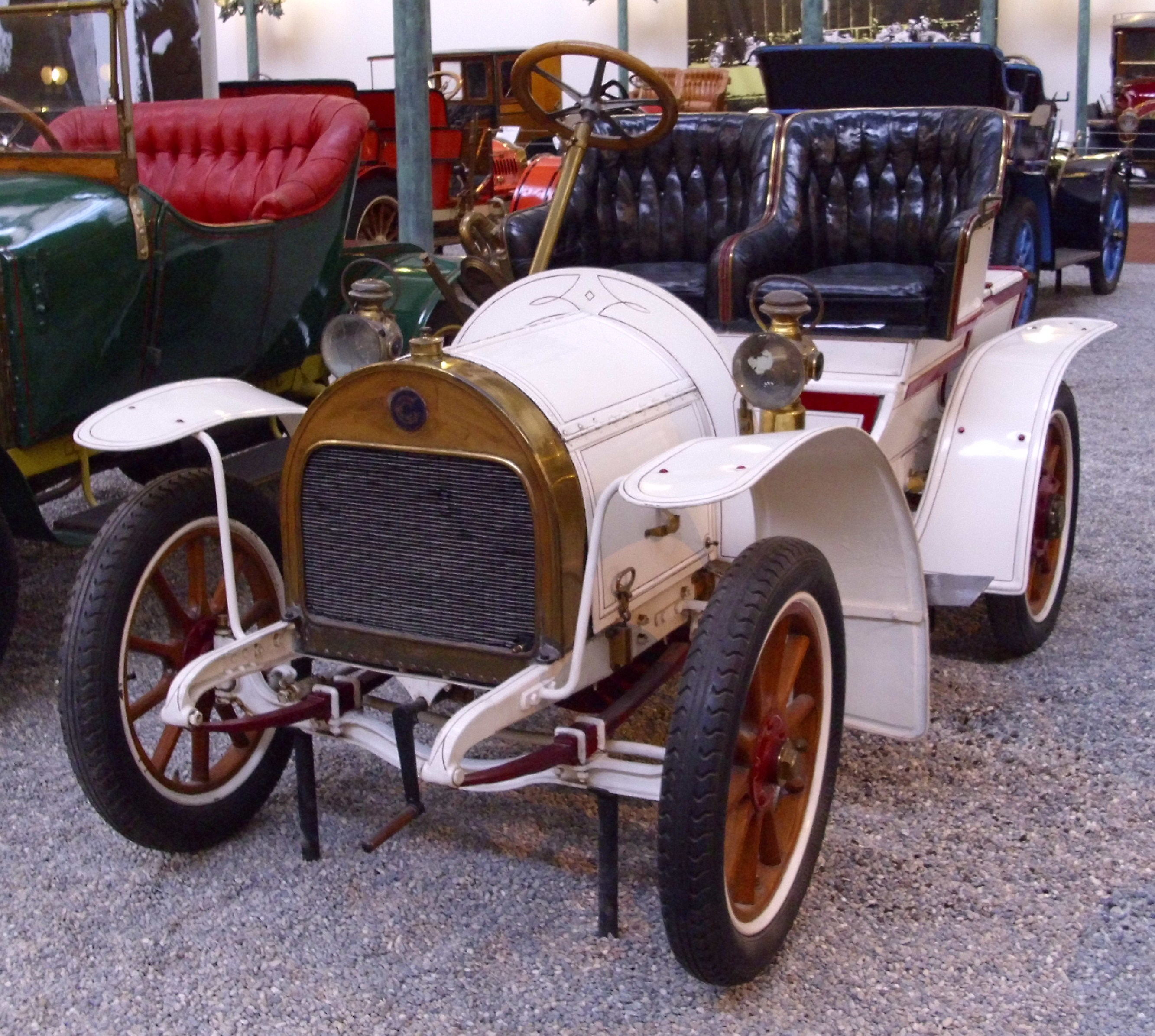
Grégoire von 1910
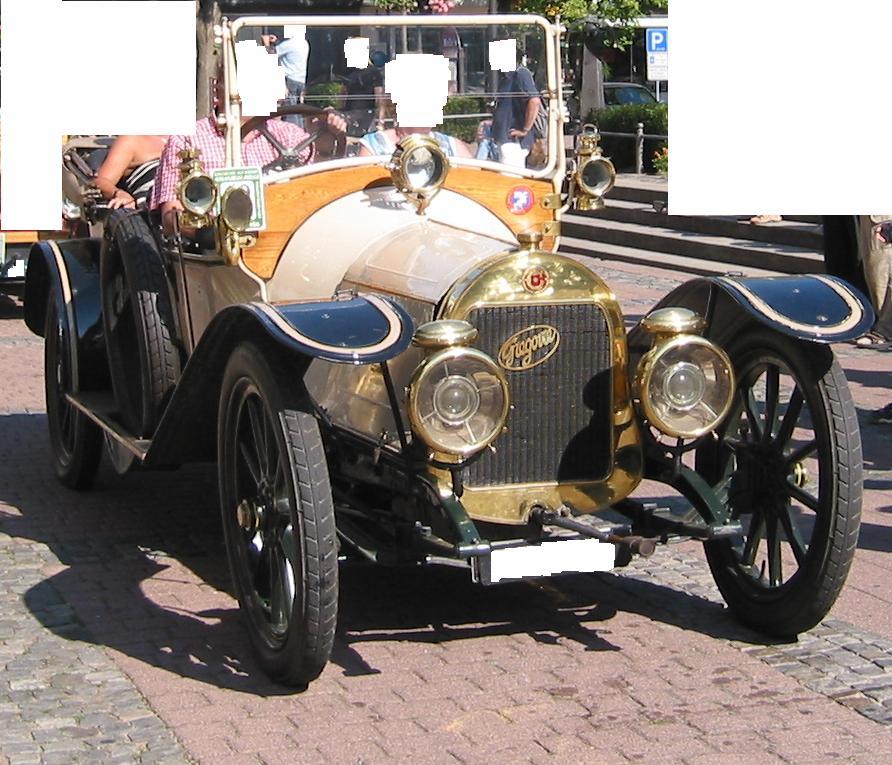
Grégoire von 1911
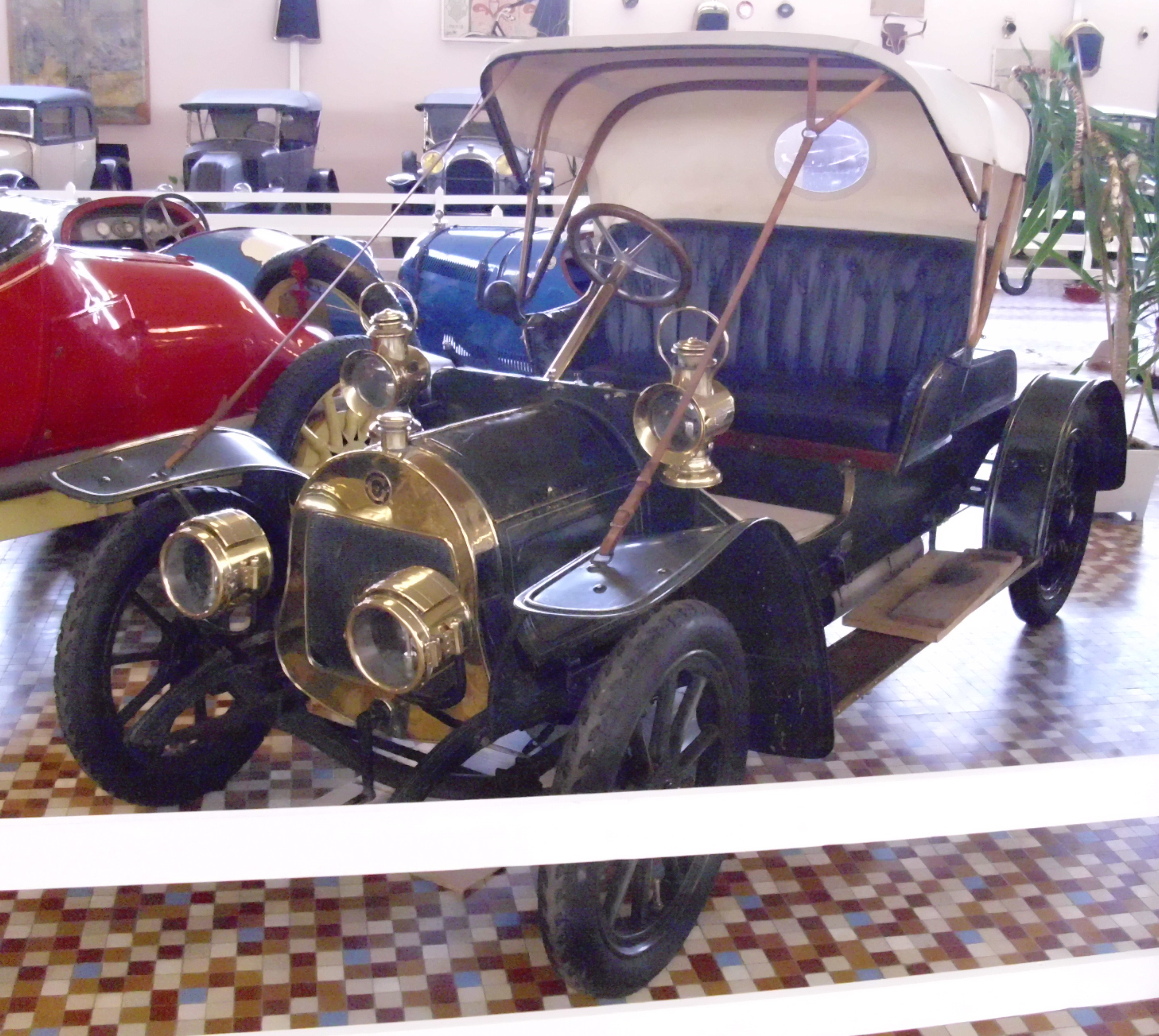
Grégoire von 1912
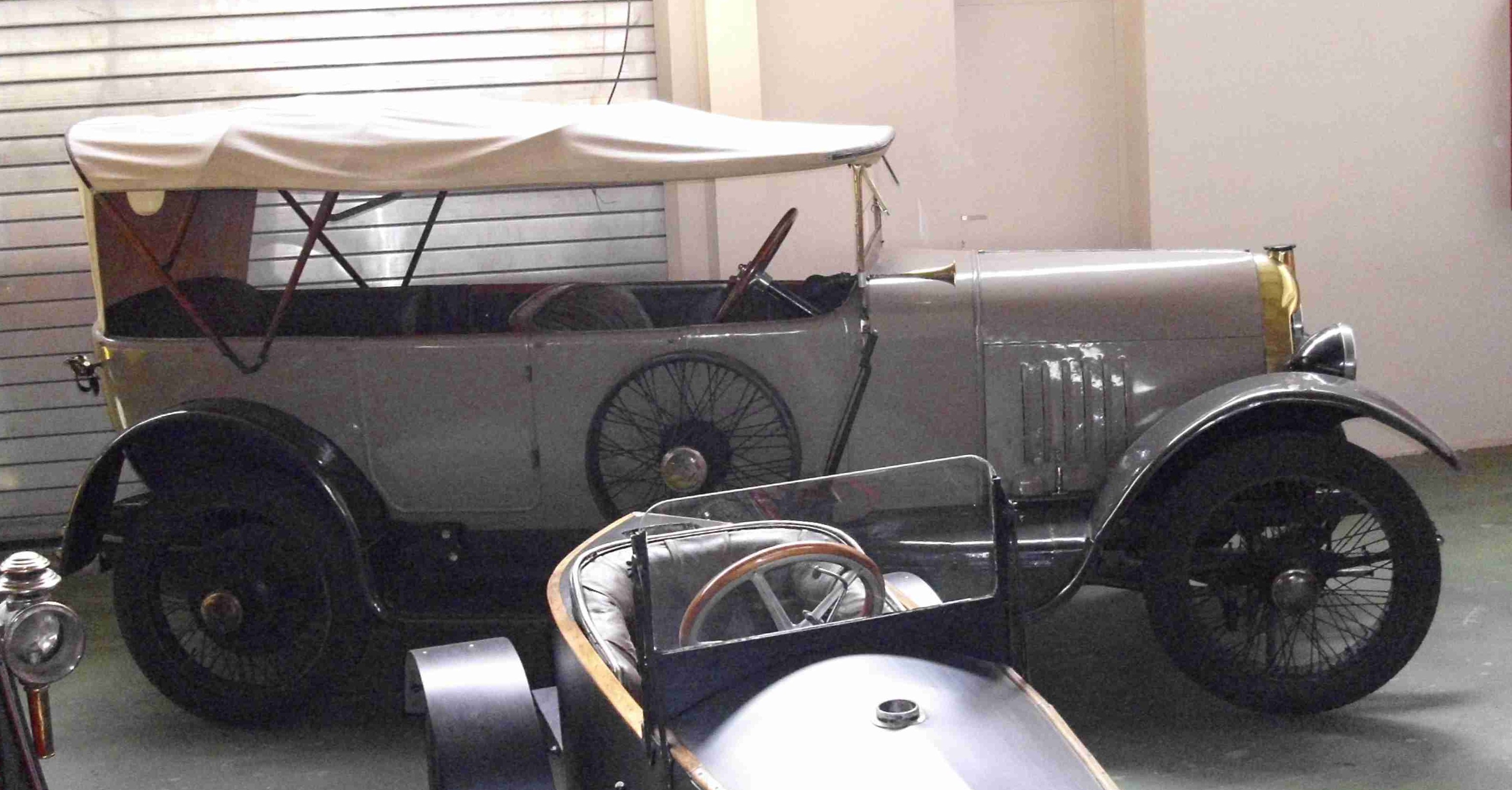
Grégoire von 1921

Hinstin entwickelte aus einem der letzten Prototypen von Grégoire einen sportlichen Kleinwagen und brachte ihn unter eigenem Namen auf den Markt.